# Берложный
Берложный, Берложная — река в России, протекает по Устьянскому району Архангельской области. Длина реки составляет 20 км.
Исток реки в болоте Рудаково в 20 км юго-западнее посёлка Лойга близ границы с Вологодской областью. Берложный течёт по ненаселённому лесному массиву сначала на восток. Устье реки находится в 109 км по правому берегу реки Уфтюга.

## Данные водного реестра
По данным государственного водного реестра России относится к Двинско-Печорскому бассейновому округу, водохозяйственный участок реки — Северная Двина от начала реки до впадения реки Вычегда, без рек Юг и Сухона (от истока до Кубенского гидроузла), речной подбассейн реки — Сухона. Речной бассейн реки — Северная Двина.
Код объекта в государственном водном реестре — 03020100312103000009036.